# Шавињи Бајле
Шавињи Бајле (фр. Chavigny-Bailleul) насеље је и општина у северној Француској у региону Горња Нормандија, у департману Ер која припада префектури Евре.
По подацима из 2011. године у општини је живело 553 становника, а густина насељености је износила 30,02 становника/km². Општина се простире на површини од 18,42 km². Налази се на средњој надморској висини од 150 метара (максималној 154 m, а минималној 142 m).

## Демографија
| 1962. | 1968. | 1975. | 1982. | 1990. | 1999. | 2011. |
| ----- | ----- | ----- | ----- | ----- | ----- | ----- |
| 297   | 311   | 268   | 356   | 466   | 462   | 553   |

График промене броја становника у току последњих година